# Стрийська міська територіальна громада
Стрийська міська громада — територіальна громада в Україні, в Стрийському районі Львівської області. Адміністративний центр — місто Стрий.
Площа громади — 549,8 км², населення — 99 540 мешканців (2020).

## Населені пункти
У складі громади 1 місто (Стрий), 1 смт (Дашава) і 45 сіл:
- Бережниця
- Братківці
- Великі Дідушичі
- Верчани
- Вівня
- Гайдучина
- Голобутів
- Діброва
- Добрівляни
- Добряни
- Жулин
- Завадів
- Загірне
- Заплатин
- Зарічне
- Йосиповичі
- Кавсько
- Комарів
- Кути
- Лани-Соколівські
- Ланівка
- Лисятичі
- Лотатники
- Луг
- Малі Дідушичі
- Миртюки
- Нежухів
- Олексичі
- Підгірці
- Піщани
- Подорожнє
- Пукеничі
- П'ятничани
- Райлів
- Розгірче
- Семигинів
- Сихів
- Слобідка
- Стриганці
- Стрілків
- Угерсько
- Угільня
- Ходовичі
- Щасливе
- Ярушичі